# RTVi

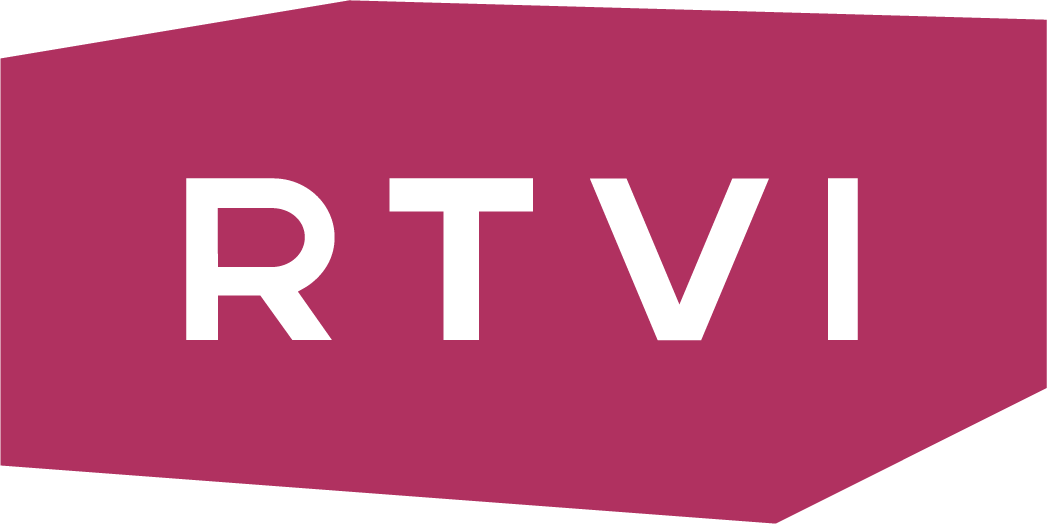
Logo.

RTVI (Televisión Rusa International, anteriormente conocida como NTV International) es una red internacional de televisión privada en idioma ruso, con sede en Moscú, estudios en Nueva York y Tel-Aviv, así como oficinas en Washington D. C., Berlín y Kiev, que transmite por vía satélite y por cable en Europa y América del Norte. El canal también se transmitió en Israel hasta 2012. En Rusia, la RTVi se transmite a través de la televisión por cable, las redes MMDS, televisión por satélite, redes IPTV, etc.
RTVI es propiedad de Vladimir Gusinsky, el fundador de NTV, la primera red de televisión independiente de Rusia, que fue adquirida por el gobierno en abril de 2001. RTVI y su filial rusa, Eco TV, está integrada por muchos ex periodistas de NTV, como Andrei Norkin, Vladimir Kara- Murza y Victor Shenderovich. Gran parte de su audiencia es de habla rusa.
El canal también dispone de señales exclusivas para Canadá (RTVi Canada).